# 고근태
고근태(高根台, 1987년 3월 30일 ~ )는 대한민국의 바둑 기사이다.

## 학력
- 한국외국어대학교 중국어과 졸업

## 약력
대전 지역 연구생 출신으로 안관욱 문하에서 바둑을 배웠으며 2000년 제34회 아마국수전에서 우승하여 만 13세로 최연소 아마국수가 되었다. 2001년 제24회 세계아마바둑선수권전에서 4위를 했다. 2002년에 입단했다. 2004년 제4기 오스람코리아배 준우승에 이어 2006년 8월 제10회 한중천원전에서 우승했다. 2015년 3월에 9단으로 승단하였다.